# 佐々涼子
佐々 涼子（ささ りょうこ、1968年2月20日 - 2024年9月1日）は、日本のノンフィクション作家。本名は渡辺有美子（わたなべ ゆみこ）。夫、子がいる。

## 経歴
神奈川県横浜市出身。早稲田大学法学部卒業と同時に結婚、専業主婦として2児を育て、夫の転勤に合わせて各地で暮らした。
日本語教師を経て、39歳でライターズスクールで学びフリーライターになる。2012年、『エンジェルフライト 国際霊柩送還士』（集英社）で第10回開高健ノンフィクション賞を受賞した。
東日本大震災（2011年）で被災した日本製紙石巻工場の復旧を追った『紙つなげ! 彼らが本の紙を造っている 再生・日本製紙石巻工場』（早川書房、2014年）
は、紀伊國屋書店主催の第12回キノベス!第1位、
月刊誌『ダ・ヴィンチ』のBOOK OF THE YEAR第1位、新風賞特別賞などに選ばれた。2020年『エンド・オブ・ライフ』（集英社インターナショナル）で第3回Yahoo!ニュース本屋大賞ノンフィクション本大賞を受賞した。
2022年3月、Amazon Prime Video Japanの記者発表会PRIME VIDEO PRESENTS JAPANにおいて、『エンジェルフライト 国際霊柩送還士』を原作としたAmazon Originalドラマ「エンジェルフライト　国際霊柩送還士」の製作が発表された。
2019年に、大学の同窓生で在留資格がない外国人の支援に取り組む弁護士の児玉晃一と再会したことを機に、日本語教師時代に触れた在日外国人の苦境への関心が甦り、日本の入国管理問題を取材した『ボーダー：移民と難民』（集英社インターナショナル）を2022年に刊行した。同年11月下旬、持病の頭痛が耐え難くなり診療を受けたところ脳腫瘍が見つかり摘出手術を受けた。12月13日にTwitterで公表し、闘病を続けながら日記などを執筆した。
2023年1月、Amazon Originalドラマ『エンジェルフライト 国際霊柩送還士』の主演・米倉涼子ほかのキャスト、ならびに同年3月17日世界同時配信であることが発表された。
2024年9月1日午後4時8分、悪性脳腫瘍のため横浜市戸塚区の自宅で死去。56歳没。

## 著書

### 単著
- 『ミケと寝損とスパゲティ童貞：サクラの国の日本語学校』万来舎、2009年11月。ISBN 978-4-901221-41-2
- 『駆け込み寺の玄さん：たった一人のあなたを救う』 ロングセラーズ、2011年12月。ISBN 978-4-8454-2234-0
  - （改題）『駆け込み寺の男：玄秀盛』早川書房〈ハヤカワ文庫NF〉、2016年8月。ISBN 978-4-15-050474-8
- 『エンジェルフライト 国際霊柩送還士』集英社、2012年11月。 / 集英社文庫、2014年11月。ISBN 978-4-08-745252-5
- 『紙つなげ！ 彼らが本の紙を造っている：再生・日本製紙石巻工場』早川書房、2014年6月。 / ハヤカワ文庫NF、2017年2月。ISBN 978-4-15-050486-1
- 『エンド・オブ・ライフ』集英社インターナショナル、2020年2月。 / 集英社文庫、2024年4月。ISBN 978-4-08-744633-3
- 『ボーダー 移民と難民』集英社インターナショナル、2022年11月。ISBN 978-4-7976-7402-6
- 『夜明けを待つ』集英社インターナショナル、2023年11月。ISBN 978-4-7976-7438-5

### 共著
- （角幡唯介・最果タヒ・佐治晴夫ほか）『特別授業：“死"について話そう』河出書房新社〈14歳の世渡り術〉、2013年9月。ISBN 978-4-309-61681-0
  - 「倫理：海外で亡くなった人を運ぶ仕事」の章を執筆。
- （ティク・ナット・ハン、プラムヴィレッジ僧侶団、島田啓介）『ティク・ナット・ハン マインドフルネスの教え：プラムヴィレッジ来日ツアー2015ドキュメントブック』サンガ、2015年11月。ISBN 978-4-86564-027-4
- （田原総一朗・奥野克巳・宮台真司ほか）『読書人カレッジ2021：大学生のための本の講座』読書人、2022年3月。ISBN 978-4-924671-52-2
  - 「ノンフィクションの醍醐味と自由な精神」の章を執筆。

### 雑誌掲載
- 「悟らない：これがわたしの禅修行〈タイ編〉」『サンガジャパン』27号＝2017年夏号（〈特集〉禅：世界を魅了する修行の系譜）サンガ、2017年9月。ISBN 978-4-86564-100-4
- インタビュー：Dr. バリー・カーズィン「チベット仏教と死と医療」『サンガジャパン』28号＝2018年冬号（〈特集〉医療と仏教：仏教が補完する医療の未来）サンガ、2018年1月。978-4-86564-110-3
- バリー・カーズィンインタビュー「チベット仏教と死と医療」『別冊 サンガジャパン』4号（〈特集〉死と輪廻：仏教から死を見つめ直す）サンガ、2018年5月。978-4-86564-122-6
- 「オウム以外の人々」『サンガジャパン』30号＝2018年夏号（〈特集〉慈悲が世界を変える。）サンガ、2018年8月。ISBN 978-4-86564-131-8
- 島田啓介対談「オウム真理教 死刑執行にあたって：「宗教」の中の人と、外の人の対話」『サンガジャパン』31号＝2019年冬号（〈特集〉倫理：理性と信仰）サンガ、2019年1月。ISBN 978-4-86564-139-4